# Báhoň
Báhoň (Hongaars:Báhony) is een Slowaakse gemeente in de regio Bratislava, en maakt deel uit van het district Pezinok.
Báhoň telt 1615 inwoners.